# Girolamo Preti
Girolamo Preti, né en 1582 à Bologne et mort le 6 avril 1626 à Barcelone, est un poète et écrivain italien. On a de lui beaucoup de pièces de vers, où il a cherché à se rapprocher de la manière de Marini et d’Achillini ; la meilleure est sans contredit l’idylle intitulée Salmacis, publiée séparément (Milan, 1619, in-8°), et traduit en espagnol.

## Biographie
Né en 1582, dans la Toscane, il fut d’abord page d’Alphonse II d'Este, duc de Ferrare, puis attaché en qualité de gentilhomme au prince de Melfi à Gênes Son père, chevalier de l’Ordre de Saint-Étienne, le destinant au barreau, lui avait fait étudier le droit ; mais, entraîné par un penchant irrésistible, le jeune homme abandonna bientôt la jurisprudence pour la littérature. Ses compositions poétiques lui valurent d’honorables suffrages, et plusieurs académies l’admirent au nombre de leurs membres. En 1609 il fut reçu membre de l'Accademia degli Umoristi. S’étant rendu à Rome, il y trouva de généreux protecteurs, entre autres le cardinal Francesco Barberini, qui, ayant été nommé légat du Saint-Siège en Espagne, le prit pour secrétaire et l’emmena avec lui ; mais arrivé dans ce pays, Preti, dont la santé était très-faible, tomba malade et mourut à Barcelone le 6 avril 1626. On a de lui des discours académiques, des épitres et un grand nombre de poésies qui eurent beaucoup de succès et furent traduites en différentes langues. Son idylle intitulée Salmacis est regardée comme meilleure production. Ses œuvres ont été réunies et imprimés en 1666, in-12. Le poème de Daniel de Rampalle L'Hermaphrodite, publié en 1639, est imitée de Girolamo Preti (Poesie, Perugia, 1632). 

## Sources
- « Preti (Jérôme) », dans Louis-Gabriel Michaud, Biographie universelle ancienne et moderne : histoire par ordre alphabétique de la vie publique et privée de tous les hommes avec la collaboration de plus de 300 savants et littérateurs français ou étrangers, 2e édition, 1843-1865 [détail de l’édition]